# Up the Smoke
Up the Smoke è un singolo del rapper statunitense Stunna 4 Vegas pubblicato l'8 novembre 2019.

## Tracce
1. Up the Smoke – 3:09